# Velvet Goldmine (sång)
Velvet Goldmine är en låt inspelad av David Bowie vid The Rise and Fall of Ziggy Stardust and the Spiders from Mars omkring 1971. Låten gavs inte ut förrän 1975 som B-sida Space Oddity. Låten har även gett inspiration till filmen Velvet Goldmine och finns med som bonusspår i CD-versionen på "The Rise and Fall of Ziggy Stardust and the Spieders from Mars".